# Jan Anderson
FRS Jan Anderson   (Dunedin, 12 de maig de 1932 - Canberra, 28 d'agost de 2015) fou una científica neozelandesa que va treballar a Canberra, Austràlia, i que fou distingida per la seva investigació sobre la fotosíntesi.
Joan Mary Anderson va néixer el 1932 a Queenstown, Nova Zelanda. El seu pare, el doctor Bill Anderson, era metge de campanya. La seva mare va morir, després d’una llarga malaltia, quan Anderson tenia vuit anys. Per a la decepció del seu pare, que havia volgut que es convertís en metge, va estudiar química orgànica a la Universitat d'Otago. En aquell moment, la Universitat de Nova Zelanda va expedir els títols i va obtenir una llicenciatura i un màster amb honors de primera classe.
Va obtenir una beca, la King George V Memorial Fellowship per a Nova Zelanda, que li va permetre fer estudis de postgrau als Estats Units durant un any. Quan va arribar a la Universitat de Califòrnia a Berkeley va trobar que no se li reconeixia el postgrau de Nova Zelanda, cosa que li negava l’accés a la biblioteca, a les instal·lacions d’investigació i a l’assegurança mèdica. Per superar aquest problema, es va matricular a un doctorat, al qual va estudiar a la UC Berkeley College of Chemistry (1956-59) sota la supervisió de Melvin Calvin. Calvin va rebre el Premi Nobel de Química el 1961.
Després fou mestra a l'escola secundària de Wellington Girls, però va deixar-hi de treballar per acceptar una oferta de feina amb l’Organització de Recerca Científica i Industrial de la Commonwealth (CSIRO).
Va ser la primera a mostrar que el mecanisme fotosintètic comprèn dos components fonamentals: el fotosistema I i el fotosistema II. Anderson va ser professora adjunta a la Universitat Nacional d'Austràlia.
Anderson va morir el 28 d'agost de 2015. El seu funeral es va celebrar a l'església de Sant Joan Baptista, a Canberra.

## Premis i distincions
Va rebre nombrosos honors i premis pel seu treball, inclosa l'elecció com a membre de l'Acadèmia Australiana de Ciències el 1987 i com a membre de la Royal Society el 1996. Va rebre el doctorat honoris causa per la Universitat d’Umeå el 1998. Va rebre la Medalla del Centenari el 2001. El 2017 va ser seleccionada com una de les "150 dones en 150 paraules" de la Royal Society de Nova Zelanda.